# María Teresa Miaja de la Peña
María Teresa Miaja de la Peña (Ciudad de México) es una investigadora y profesora de la Universidad Nacional Autónoma de México especialista en literatura española medieval y de los Siglos de Oro, así como de la lírica tradicional y la literatura iberoamericana contemporánea. Es profesora del Colegio de Letras Hispánicas de la Facultad de Filosofía y Letras (UNAM), y es investigadora nivel II por parte del Sistema Nacional de Investigadores (México).

## Carrera profesional
Obtuvo su licenciatura en Lengua y Literaturas Modernas y su maestría en Letras Españolas en el Instituto Tecnológico y de Estudios Superiores de Monterrey, y un doctorado en Literatura Hispánica en El Colegio de México en 1981, con la tesis: La hipérbole como figura generadora de un texto literario: El mundo alucinante de Reinaldo Arenas.
Ha colaborado en diversos proyectos con el Centro de Estudios de Promoción de la Lectura y Literatura Infantil (CEPLI).
Es reconocida a nivel internacional por impartir clases en diversas instituciones educativas como la Universidad Winthrop de Carolina del Sur; el Instituto de Lenguas de Pekín; la Universidad Henrich Heine en Düsseldorf; la Universidad de Castilla-La Mancha, la Universidad de Sevilla en la Cátedra Luis Cernuda, así como en la Cátedra Rosario Castellanos en la Universidad Hebrea en Jerusalén. Ha participado como ponente magistral y ponente en unas 104 reuniones académicas alrededor del mundo.

## Publicaciones

### Artículos
Ha escrito 93 artículos y capítulos de libros especializados.

### Libros
Ha publicado 7 libros, de los que destacan:
- Por amor d'esta dueña fiz trovas e cantares. Los personajes femeninos en el Libro de buen amor de Juan Ruiz, Arcipreste de Hita
- Naranja dulce, limón partido
- Antología de la lírica infantil mexicana, en coautoría con Mercedes Díaz Roig
- Sobre zazaniles y quisicosas: estudio del género de la adivinanza, con Pedro Cerrillo
- Si quieres que te lo diga, ábreme tu corazón. 1001 adivinanzas y 51 acertijos. Antología de la adivinanza mexicana, coeditado por el Fondo de Cultura Económica y El Colegio de México[3]
- Cancionero folklórico de México, bajo la dirección de Margit Frenk en el COLMEX.

## Premios
- Premio Antonio García Cubas del Instituto Nacional de Antropología e Historia por el libro Si quieres que te lo diga, ábreme tu corazón. 1001 adivinanzas y 51 acertijos de pilón, 2014.[1] Premio Universidad Nacional en Docencia en Humanidades, Universidad 	Nacional Autónoma de México, 7 de noviembre de 2016.